# HellWood
Hellwood – czwarty album studyjny polskiej grupy muzycznej Hunter. Wydawnictwo ukazało się 14 kwietnia 2009 roku nakładem wytwórni muzycznej Mystic Production. W ramach promocji do utworów „Labirynt Fauna” i „Strasznik” zostały zrealizowane teledyski, odpowiednio w reżyserii Dariusza Szermanowicza i Mateusza Winkla.
Płyta dotarła do 9. miejsca na liście OLiS w Polsce. Z kolei kompozycja „Cztery wieki później” była notowana na 26. miejscu na Liście Przebojów Programu Trzeciego.
W lutym 2010 roku album Hellwood uzyskał nominację do nagrody polskiego przemysłu fonograficznego Fryderyka w kategorii: album roku heavy metal.

## Lista utworów
Opracowano na podstawie materiału źródłowego.
| Nr  | Tytuł utworu              | Słowa             | Muzyka                                                     | Długość |
| --- | ------------------------- | ----------------- | ---------------------------------------------------------- | ------- |
| 1.  | „Nadchodzi...”            | Paweł Grzegorczyk | Paweł Grzegorczyk                                          | 0:18    |
| 2.  | „Strasznik”               | Paweł Grzegorczyk | Paweł Grzegorczyk                                          | 3:45    |
| 3.  | „$mierci$miech”           | Paweł Grzegorczyk | Paweł Grzegorczyk                                          | 5:09    |
| 4.  | „Labirynt Fauna”          | Paweł Grzegorczyk | Paweł Grzegorczyk                                          | 7:26    |
| 5.  | „Duch epoki”              | Paweł Grzegorczyk | Paweł Grzegorczyk, Konrad Karchut                          | 5:15    |
| 6.  | „Armia Boga”              | Paweł Grzegorczyk | Paweł Grzegorczyk                                          | 7:00    |
| 7.  | „Dura Lex Sed Lex”        | Michal Jelonek    | Michał Jelonek                                             | 2:46    |
| 8.  | „TshaZshyC”               | Paweł Grzegorczyk | Paweł Grzegorczyk, Piotr Kędzierzawski, Grzegorz Sławiński | 5:02    |
| 9.  | „Arges”                   | Paweł Grzegorczyk | Paweł Grzegorczyk, Konrad Karchut                          | 10:18   |
| 10. | „Cztery wieki później...” | Paweł Grzegorczyk | Paweł Grzegorczyk                                          | 3:54    |
| 11. | „Zbawienie”               | Paweł Grzegorczyk | Paweł Grzegorczyk                                          | 5:21    |
|     |                           |                   |                                                            | 56:14   |

## Twórcy
Opracowano na podstawie materiału źródłowego.

- Paweł „Drak” Grzegorczyk – śpiew, gitara, fortepian, produkcja muzyczna, inżynieria dźwięku, edycja
- Dariusz „Daray” Brzozowski – perkusja
- Piotr „Pit” Kędzierzawski – gitara, inżynieria dźwięku
- Konrad „Saimon” Karchut – gitara basowa
- Michał „Jelonek” Jelonek – skrzypce, altówka, inżynieria dźwięku
- Andrzej „AKA” Karp – produkcja muzyczna, inżynieria dźwięku, edycja
- Jacek Miłaszewski – miksowanie, mastering
- Marcin Kiełbaszewski – inżynieria dźwięku, edycja
- Marian Lech – inżynieria dźwięku
- Irena Tanasescu – transkrypcje
- Maciej Boryna – zdjęcia
- Mentalporn (Katarzyna Zaremba, Piotr „Qras” Kurek) – oprawa graficzna
- Kazuo Shiwashi – edycja
- Marian Lech – edycja
- Dawid Marków – edycja